# Verbond van Nationalisten
Der Verbond van Nationalisten (Verbund von Nationalisten) war eine zunächst faschistische Kleinpartei in den Niederlanden. Sie war von 1928 bis 1934 aktiv. Die Partei konnte nie gute Ergebnisse bei den Wahlen erzielen und war eine von vielen niederländischen faschistischen Kleinparteien. Sie war jedoch für viele bekannte niederländische Faschisten ein Sprungbrett in eine politische Karriere, wie zum Beispiel in der NSB.